# Heinrich Fischer (Politiker, 1909)
Heinrich Fischer (* 11. Juli 1909 in Kiel; † 26. April 1983) war ein deutscher Politiker (SPD).

## Leben und Beruf
Nach dem Besuch der Volksschule war Fischer, der evangelischen Glaubens war, als Koffer- und als Segelmacher tätig. Nebenher besuchte er die Volkshochschule und die Akademie der Arbeit. Bereits 1924 wurde er Mitglied der Gewerkschaftsjugend.
Nach 1945 arbeitete Fischer als Parteisekretär.

## Partei
Fischer trat 1927 in die Sozialistische Arbeiter-Jugend und das Reichsbanner Schwarz-Rot-Gold ein. 1930 wurde er auch Mitglied der SPD. Danker und Lehmann-Himmel charakterisieren ihn in ihrer Studie über das Verhalten und die Einstellungen der Schleswig-Holsteinischen Landtagsabgeordneten und Regierungsmitglieder der Nachkriegszeit in der NS-Zeit als Protagonisten der Arbeiterbewegung und daher als „oppositionell-gemeinschaftsfremd“.
Von 1945 bis 1953 gehörte er dem Vorstand der SPD Schleswig-Holstein an, 1947/48 als deren Vorsitzender.

## Abgeordneter
Fischer war 1946 kurzzeitig Gemeindevertreter in Einfeld, von 1959 bis 1965 war er Ratsherr in Itzehoe. Er gehörte von 1946 bis 1950 und von 1954 bis 1971 dem Schleswig-Holsteinischen Landtag an.
Im ersten ernannten Landtag (April – November 1946) war er Schriftführer und stellvertretender Vorsitzender des Ausschusses für Verfassung und Geschäftsführung. Von 1958 bis 1967 war er stellvertretender Vorsitzender des Innenausschusses und seit 1967 auch des Ausschusses für Wahlprüfung.
Nachdem er 1946 und 1947 zum Abgeordneten ernannt worden war, zog er nach der ersten Landtagswahl 1947 als direkt gewählter Abgeordneter des Wahlkreises Segeberg-Nord in den Landtag ein. 1954 wurde er im Wahlkreis Steinburg-Süd noch direkt und danach stets über die Landesliste gewählt.

## Ehrungen
Fischer wurde am 30. November 1968 mit dem Verdienstkreuz I. Klasse des Bundesverdienstkreuzes ausgezeichnet.